# Pellenes levii
Pellenes levii är en spindelart som beskrevs av Lowrie, Gertsch 1955. Pellenes levii ingår i släktet Pellenes och familjen hoppspindlar. Inga underarter finns listade i Catalogue of Life.